# Cirque Olympique

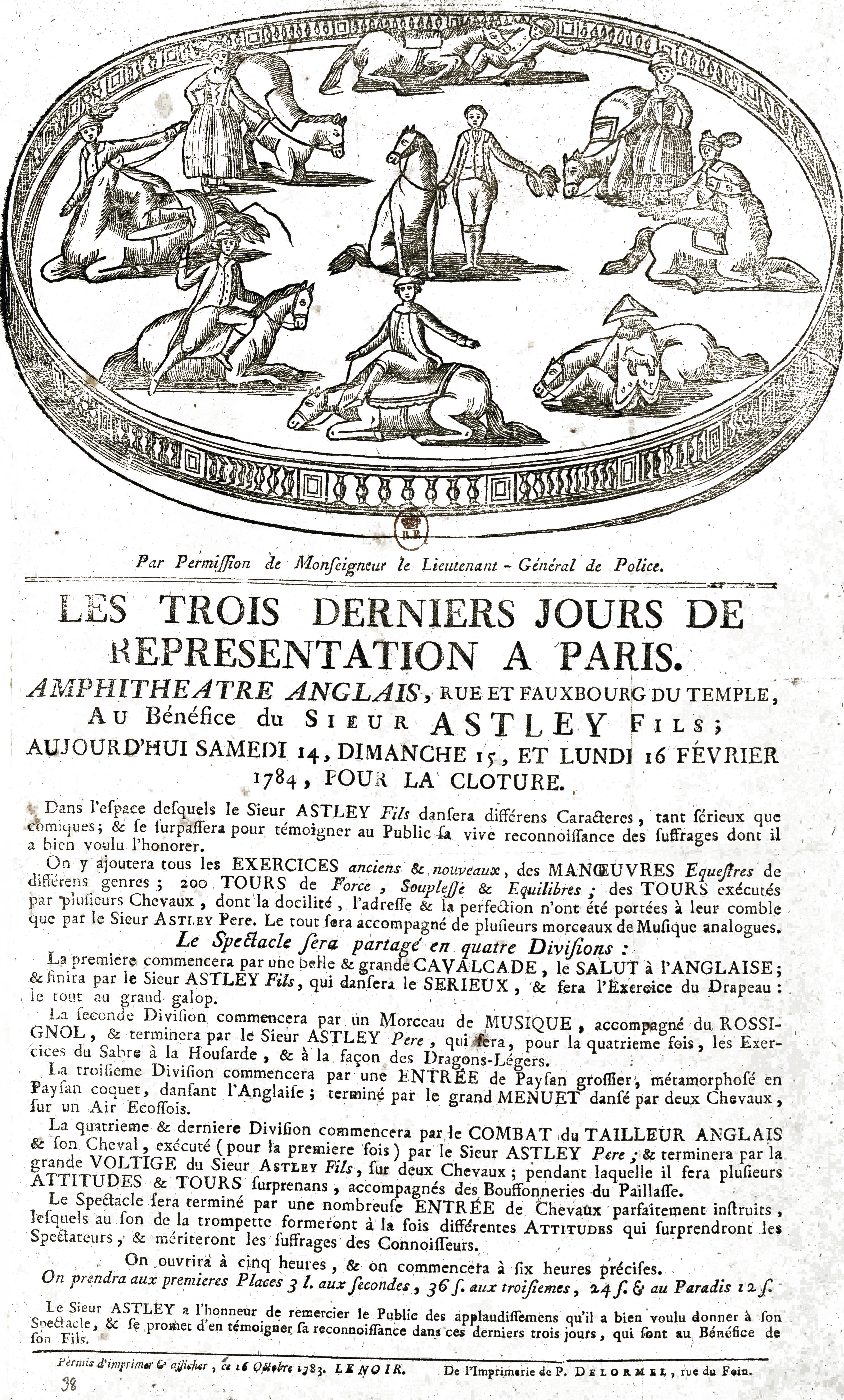
Annons, Cirque Anglais, 1784.

Cirque Olympique, även känd under namnen Cirque d'Astley, Cirque Anglais och Cirque Franconi, var en cirkus i Paris, verksam mellan 1782 och 1816.  Den grundades av Philip Astley, grundaren av den moderna cirkusen. Den fokuserade på konster till häst. Det var den första byggnad uppförd för cirkusverksamhet i Frankrike. 